# Siegfried Lowitz
Siegfried Lowitz (nume la naștere: Siegfried Wodolowitz; n. 22 septembrie 1914, Berlin, Imperiul German – d. 27 iunie 1999, München, Germania) a fost un actor german.

## Date biografice
Tatăl său a fost sculptorul Franz Wodolowitz, iar mama sa Hulda Hermine, născută Lindstaedt. Siegfried Lowitz a fost crescut în Mainz, de la vârsta de 6 ani, de tată și a doua soție a tatălui său. Lowitz a absolvit gimnaziul în Mainz și a studiat dramaturgia în Frankfurt am Main.
A debutat în 1934 pe scena teatrului din Frankfurt, și a apărut pe scenele teatrelor din Mainz, Breslau (azi Wrocław) și Gießen.
După război în 1946, Lowitz va juca la teatrul de cabaret „Die Schaubude“ din München. Împreună cu regizorul Heinz Hilpert, Siegfried Lowitz merge la teatrul de stat din Konstanz, apoi la teatrul din Göttingen  și mai târziu se stabilește în München. El a jucat diferite roluri în mai multe filme ca Der Hexer, , Der Frosch mit der Maske, Der Fälscher von London, Das schwarze Schaf, Die Gentlemen bitten zur Kasse, Biedermann und die Brandstifter, sau Der Trinker. Pentru rolul jucat în ultimul film este distins cu premiul Goldene Kamera (1968).
Deosebit de popular devine Lowitz prin serialul Der Alte în care poate fi văzut între anii 1977 - 1985, în 100 de episoade, în rolul bătrânului comisar Erwin Köster. În continuare el va juca mai ales teatru. Lowitz moare în anul 1999, fiind înmormântat în cimitirul Bogenhausen din München.

## Filmografie
- 1954: Der Engel mit dem Flammenschwert
- 1954: München – Bilder einer Stadt
- 1955: Der Fischer vom Heiligensee
- 1955: Gestatten, mein Name ist Cox
- 1955: Es geschah am 20. Juli
- 1955: Solang' es hübsche Mädchen gibt
- 1955: Hanussen
- 1955: Himmel ohne Sterne
- 1956: Tatăl meu, actorul (Mein Vater, der Schauspieler), regia Robert Siodmak
- 1956: Regine
- 1956: Weil du arm bist, musst du früher sterben
- 1956: Der Hauptmann von Köpenick
- 1956: Das Sonntagskind
- 1957: Herrscher ohne Krone
- 1957: Rose Bernd
- 1957: Robinson soll nicht sterben
- 1957: Ich war ihm hörig
- 1957: Mr. Gillie
- 1957: Haie und kleine Fische
- 1958: Madeleine und der Legionär
- 1958: Der Arzt von Stalingrad
- 1958: Besuch aus der Zone
- 1958: Der Greifer
- 1958: Der Schinderhannes
- 1958: Gestehen Sie, Dr. Corda!
- 1958: S-a întâmplat în plină zi (Es geschah am hellichten Tag), regia Ladislao Vajda
- 1958: Der Mann, der nicht nein sagen konnte
- 1959: Bei Anruf – Mord
- 1959: Der Frosch mit der Maske
- 1959: Es ist soweit (Durbridge-Sechsteiler)
- 1960: Soldatensender Calais
- 1960: Das schwarze Schaf
- 1961: Der Fälscher von London
- 1962: Bedaure, falsch verbunden
- 1962: Er kann’s nicht lassen
- 1962: În ghearele invizibile ale doctorului Mabuse (Die unsichtbaren Krallen des Dr. Mabuse), regia Harald Reinl
- 1962: Ein Toter sucht seinen Mörder (The Brain)
- 1963: Das tödliche Patent
- 1963: Die zwölf Geschworenen
- 1964: Einer frißt den anderen (Dog Eat Dog)
- 1964: Der Hexer
- 1964: Die Physiker
- 1965: Der unheimliche Mönch
- 1966: Die Gentlemen bitten zur Kasse (3 episoade)
- 1966: Weiß gibt auf
- 1967: Die Gefährtin
- 1967: Biedermann und die Brandstifter
- 1967: Ostwind
- 1967: Der Trinker
- 1968: Was Ihr wollt
- 1968: Haus Herzenstod
- 1968: Babeck (3 episoade)
- 1969: Tagebuch eines Frauenmörders
- 1969: Tartuffe oder Der Betrüger
- 1969: Der Kommissar – Geld von toten Kassierern
- 1971: Die Weber
- 1972: Dr. M schlägt zu
- 1972: Einfach davonsegeln!
- 1972: Der Kommissar – Die Tote im Park
- 1973: Der Kommissar – Rudek
- 1974: Derrick – Stiftungsfest
- 1975: Der Strick um den Hals
- 1977–1986: Der Alte, primele 100 episoade, rol comisarul Erwin Köster
- 1987: Flohr und die Traumfrau
- 1988: Derrick – Eine Art Mord
- 1992: Allein gegen die Mafia 6. Staffel
- 1993: Ein unvergeßliches Wochenende... in Salzburg
- 1994: Anna Maria – Eine Frau geht ihren Weg (serial)
- 1994: Birkenhof & Lerchenau
- 1997: Mein Freund Harvey